# Юханна ибн Хайлан
Юханна ибн Хайлан (ум. в 295 году Хиджры) – аббасидский философ, один из христиан-несторианцев и последователей александрийской философской школы в Доме мудрости. Он упоминается как учитель логики аль-Фараби в Багдаде, куда ибн Хайлан переехал из Мерва. Известно, что он умер в городе ас-Салам во времена правления халифа аль-Муктадира.